# Бульвар Вольтер
Бульвар Вольтер (фр. Boulevard Voltaire) — одна из главных улиц Парижа по проекту барона Османа.
Бульвар, получивший название в честь знаменитого французского писателя и просветителя, соединяет площадь Республики (до 1879 года — площадь Шато-д’О) и площадь Нации (до 1880 года - площадь Трона). Бульвар засажен платанами, его длина 2850 метров, ширина 30-40 м.
Бульвар открыт в 1857 году под названием бульвар Пренс-Эжен, в честь Эжена де Богарне. Бульвар построен через урбанизированные уже в то время районы, потребовалась существенная перестройка некоторых зданий. После установления Третьей республики, бульвар получил нынешнее название.
Наиболее известные строения на бульваре — церковь Сен-Амбруаз, построенная в 1863—1869 годах на месте разрушенной старой церкви, и театр Батаклан, возведённый в 1864—1865 годах. На нечётной стороне бульвара также расположено множество развлекательных заведений. Бульвар Вольтер — типичный образец османизации Парижа.
Бульвар Вольтер является популярным местом проведения многочисленных парадов левых политических партий, профсоюзов и протестных движений.

## Галерея

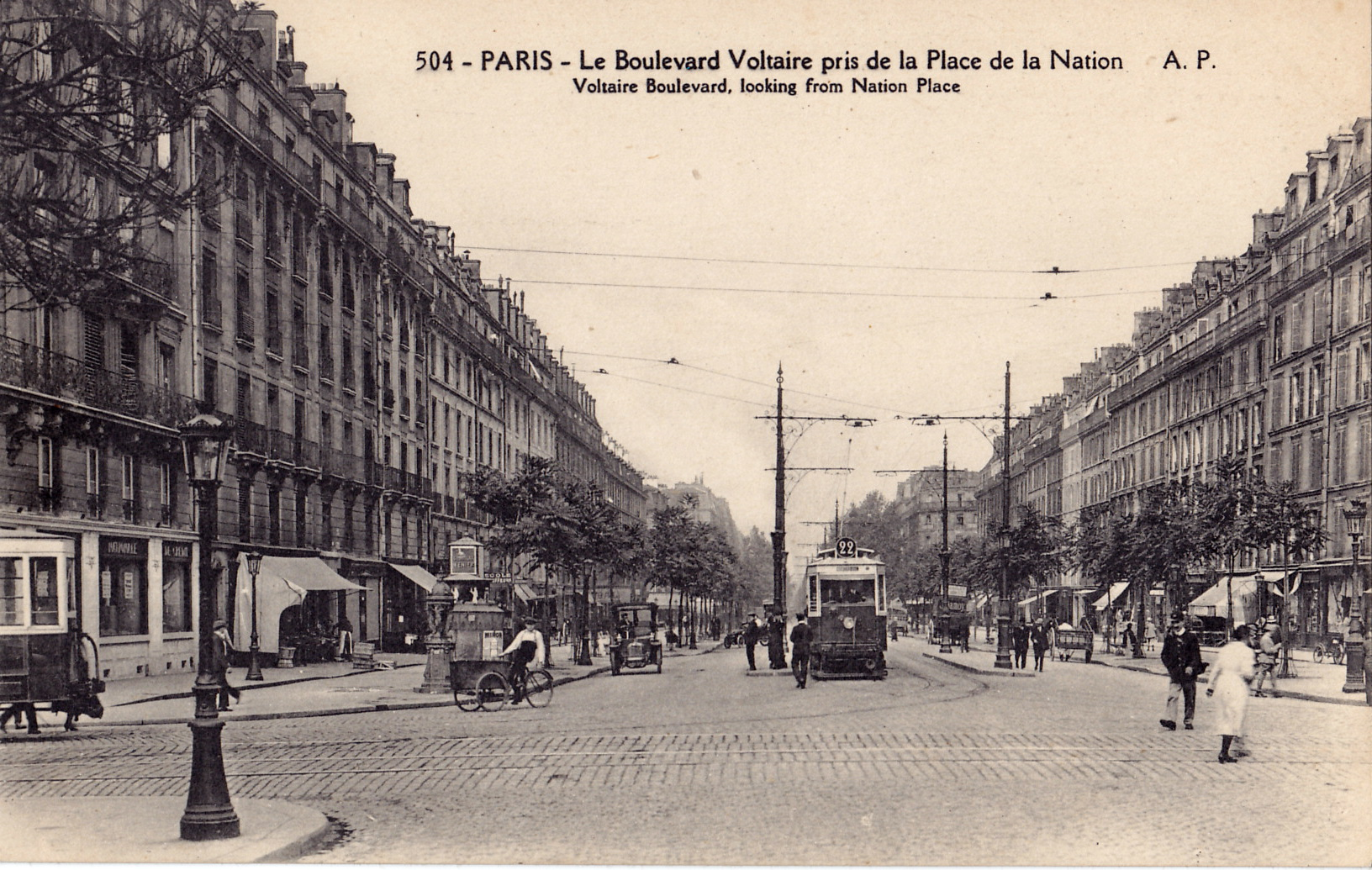
Бульвар на открытке 1920-х годов
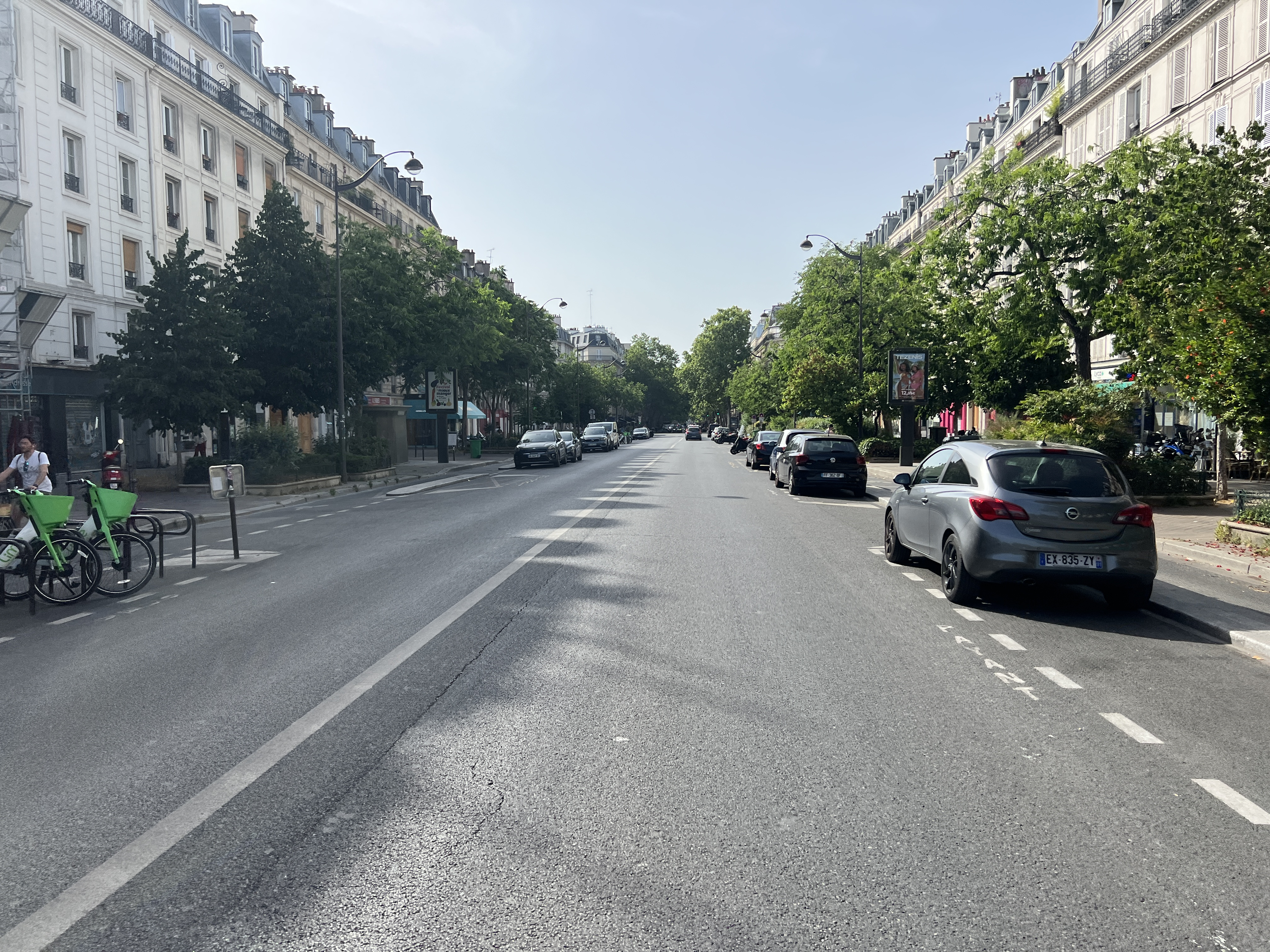
Бульвар летом 2022 года
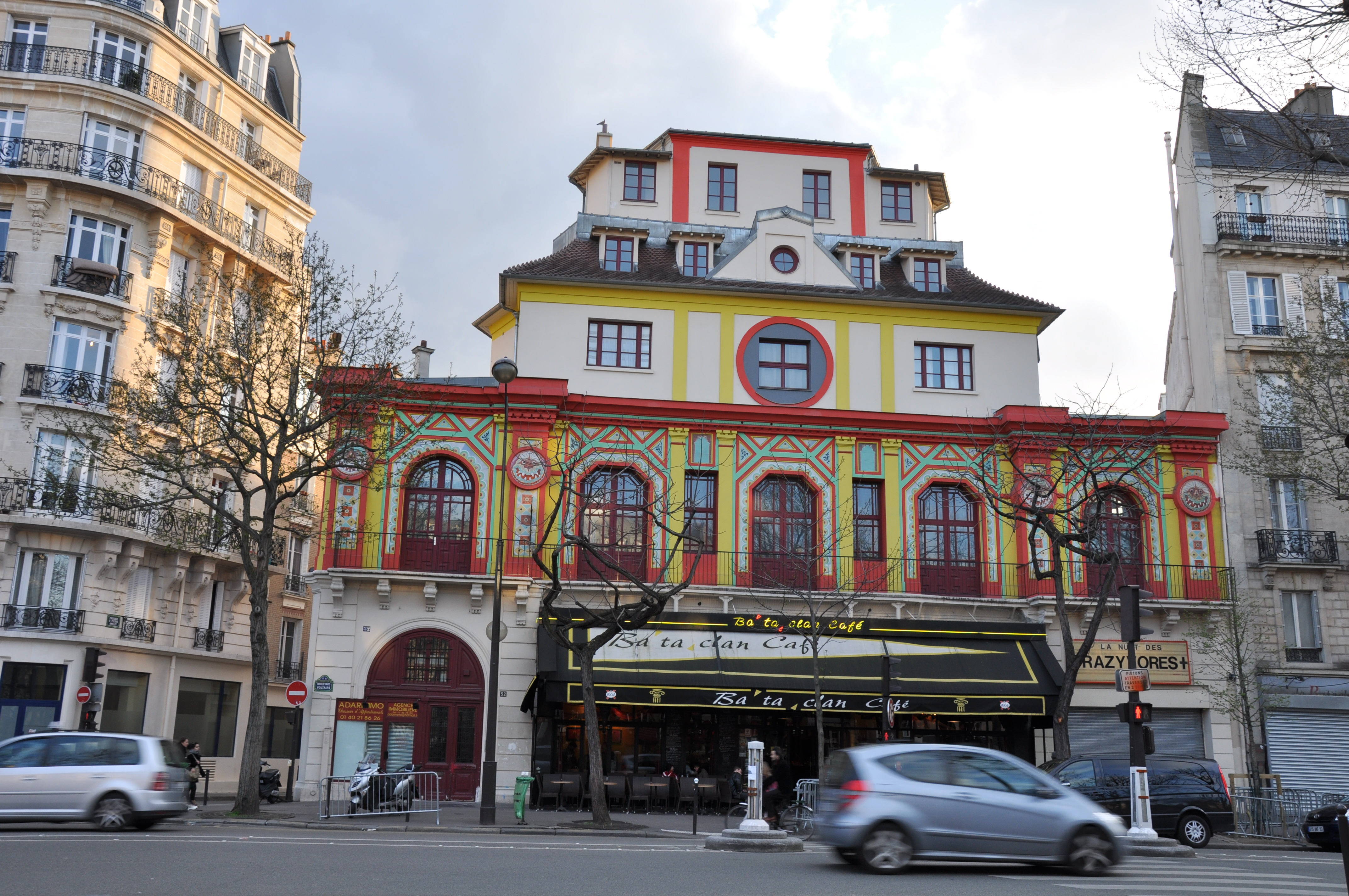
Театр Батаклан
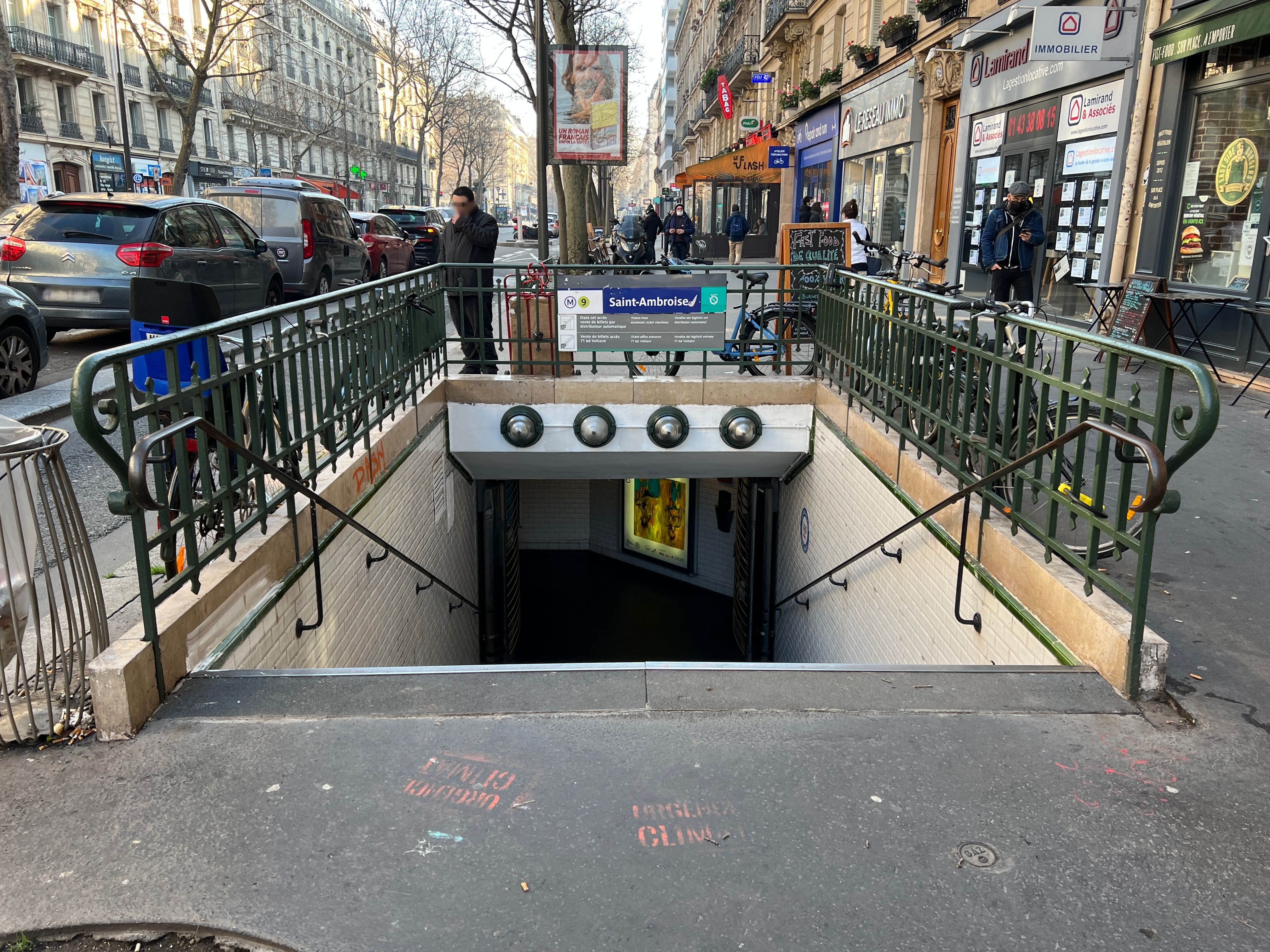
Вход в метро у церкви Святого Амвросия